# Rónán Dunne
Rónán Dunne, né le 1er mars 2002 à Ballyorney (en), est un coureur cycliste irlandais spécialiste du VTT de descente.

## Biographie
Rónán Dunne commence la pratique du VTT de descente à l'adolescence et est principalement actif dans son pays natal jusqu'à ses années juniors. En 2021, il commence participer régulièrement à la Coupe du monde en tant que coureur privé. En 2022, il décroche une quatrième place lors de la manche de Coupe du monde de Snowshoe Mountain. Un an plus tard, il prend la deuxième place, toujours à Snowshoe, lors d'un doublé historique derrière son compatriote Oisin O'Callaghan. Il devient également champion d'Irlande de descente en 2022.
Grâce à ses résultats, Dunne devient membre de la Mondraker Factory Racing Team pour la saison 2024. Lors de la deuxième course de la saison à Bielsko-Biała, en Pologne, il remporte sa première victoire en Coupe du monde. En plus de la Coupe du monde, il gagne les deux courses Red Bull Hardline en 2024.

## Palmarès en VTT

### Championnats du monde
- Pal Arinsal 2024
  - 6e de la descente[6]

### Coupe du monde
- Coupe du monde de descente
  - 2021 : 46e du classement général
  - 2022 : 30e du classement général
  - 2023 : 12e du classement général
  - 2024 : 4e du classement général[7], vainqueur d'une manche[8]

### Championnats d'Irlande
- 2022
  -  Champion d'Irlande de descente